# The Rookles
The Rookles – polski zespół muzyczny wykonujący muzykę rockową. Powstał w 2011 roku w Otwocku z inicjatywy Huberta Gawrońskiego. Debiutancki album zespołu, zatytułowany Open Space, ukazał się 19 czerwca 2015 roku, nakładem wytwórni Fonografika.

## Początki
Zespół został założony przez czterech przyjaciół, którzy wcześniej grali razem w hardrockowym zespole In Rock. Nazwa zespołu pochodzi od nazwiska Huberta Gawrońskiego ("rook" po angielsku oznacza "gawron"). W roku 2011 zespół nagrał w otwockim studio ViVi Sound cztery kompozycje na wydaną własnym nakładem czwórkę "The Rookles".

## Kariera
7 stycznia 2012 roku zespół po raz pierwszy zaprezentował się publicznie na Beatlemania Festival w Warszawie, gdzie wystąpił jako gwiazda festiwalu na zaproszenie Waldemara Kuleczki. Pierwszy pełnowymiarowy koncert grupa zagrała 8 lutego 2012 roku w Piwnicy pod Harendą w Warszawie.
W tym samym roku zespół zagrał dwa koncerty w klubie Hard Rock Cafe Warsaw w ramach Pepsi Rock Battlefield. 
W październiku zespół znalazł się pośród 10 zwycięzców konkursu Skoda Auto Muzyka, którego finałowy koncert odbył się w Studiu im. Agnieszki Osieckiej. 6 października zespół zadebiutował na antenie Radiowej Trójki kompozycją "Lost The Way" w audycji Mariusza Owczarka. Dwa miesiące później The Rookles zagrali dwugodzinny koncert w Studiu im. Agnieszki Osieckiej, transmitowany na żywo na antenie Radiowej Trójki w audycji Piotra Stelmacha "Offsesja".
W lutym 2013 roku The Rookles pojawili się w programie Must Be The Music, gdzie dotarli do półfinału.
19 czerwca 2015 roku ukazał się debiutancki album The Rookles Open Space. Singlami, promującymi wydawnictwo, zostały "Don't Even Try" i "Best Days Of Our Lives".
W dniach 26 sierpnia-1 września 2015 zespół zagrał 11 koncertów na festiwalu International Beatleweek w Liverpoolu w Wielkiej Brytanii.
W dniach 4-5 marca 2016 roku, The Rookles wystąpili na festiwalu Tampere Beatles Happening w Finlandii.
30 grudnia 2019 roku, poprzez swój oficjalny fanpage na Facebooku, zespół ogłosił powrót do publicznej działalności i ogłosił wydanie jednej nowej piosenki na każdy miesiąc 2020 roku. 10 kwietnia, nowa kompozycja "H.I.F." dotarła do 4. miejsca listy przebojów Antyradia Turbo Top, natomiast 25 maja, kompozycja "Ostatnie Słowo" zadebiutowała na 7. miejscu listy przebojów Radia Akadera.

## Dyskografia

### Albumy studyjne
| Tytuł         | Data wydania    | Wytwórnia        |
| ------------- | --------------- | ---------------- |
| Open Space    | 19 czerwca 2015 | Fonografika      |
| Draw The Line | 13 lipca 2020   | Sołtan Art Group |

## Muzycy

### Skład zespołu
- Hubert Gawroński – śpiew, gitara
- Maciek Samul – śpiew, gitara basowa
- Kamil Sędek - perkusja, instrumenty klawiszowe[17]

### Byli członkowie
- Piotrek Szczegielniak - śpiew, gitara[17]